# Aydoğmuş, Çay
Aydoğmuş là một xã thuộc huyện Çay, tỉnh Afyonkarahisar, Thổ Nhĩ Kỳ. Dân số thời điểm năm 2011 là 369 người.